# Ricardo Antunes
Ricardo Luiz Coltro Antunes (São Paulo, 5 de fevereiro de 1953) é professor titular de Sociologia no Instituto de Filosofia e Ciências Humanas (IFCH) da Universidade Estadual de Campinas (UNICAMP), Brasil.

## Biografia
É graduado em Administração Pública pela Fundação Getúlio Vargas (FGV-SP), mestre em Ciência Política pela UNICAMP (1980) e doutor em Sociologia pela Universidade de São Paulo (1986) com a tese "As formas de greve: o confronto operário no abc paulista - 1978/80", que deu origem ao livro "A rebeldia do trabalho".  Em 1994, obteve o título de professor Livre-Docente em sociologia do trabalho na UNICAMP com a tese “Adeus ao trabalho?” e, em 2000, o concurso de Professor Titular de sociologia do trabalho, pela mesma universidade, com a tese “Os sentidos do trabalho”.
Foi Professor de Sociologia na FGV-SP e na UNESP/Araraquara. Foi Visiting Research Fellow na Universidade de Sussex (Inglaterra); Visiting Professor na Universidade Ca’Foscari (Veneza/Itália) e na Universidade de Coimbra (Portugal). Ministrou conferências em várias universidades na Europa, EUA, América Latina e Ásia. Recebeu a Cátedra Florestan Fernandes da CLACSO e a Comenda do Tribunal Superior do Trabalho (TST), dentre outros.
Publicou O Privilégio da Servidão (Boitempo); Os Sentidos do Trabalho (Boitempo), editado também nos EUA, Itália, Portugal, Índia e Argentina; Adeus ao Trabalho?(Cortez) editado também na Itália, Espanha, Argentina, Colômbia e Venezuela; Riqueza e Miséria do Trabalho no Brasil (Boitempo, IV Volumes), dentre vários outros. Coordena as Coleções Mundo do Trabalho (Boitempo) e Trabalho e Emancipação (Expressão Popular). Seu primeiro livro publicado foi O que é o Sindicalismo (Brasiliense, Col. Primeiros Passos, 1980). Escreve regularmente artigos em revistas acadêmicas no Brasil e exterior. É fundador da Margem Esquerda (Brasil); editor participante da Latin American Perspectives (EUA) e colaborador editorial de Herramienta (Argentina), dentre várias outras.
Iniciou sua formação intelectual e política no início da década de 1970. Atuou (e atua) em movimentos de oposição sindical, em associações docentes e em partidos políticos de esquerda.
Seus temas de pesquisa são: sociologia do trabalho; teoria social; ontologia do ser social; nova morfologia do trabalho; trabalho e centralidade; classe trabalhadora; ação e consciência; sindicalismo e movimento operário.

## Livros Publicados
- Riqueza e Miséria do Trabalho no Brasil IV: Trabalho Digital, Autogestão e Expropriação da Vida (2019)
- Politica Della Caverna: La Controrivoluzione di Bolsonaro (2019)
- O Privilégio da Servidão. O Novo Proletariado de Serviços na Era Digital (2018)
- Adeus ao Trabalho? Ensaio Sobre as Metamorfoses e a Centralidade do Mundo do Trabalho (2015)
- O Continente do Labor (2011)
- Os Sentidos do Trabalho. Ensaio Sobre a Afirmação e a Negação do Trabalho (2009, 2 a edição, revista e atualizada)
- O caracol e sua concha - Ensaios sobre a nova morfologia do trabalho (2005)
- A Desertificação Neoliberal no Brasil: Collor, FHC e Lula (2004)
- Os Sentidos do Trabalho. Ensaio Sobre a Afirmação e a Negação do Trabalho (1999)
- O Novo Sindicalismo no Brasil (1995)
- A Rebeldia do Trabalho (1995)
- Classe Operária, Sindicatos e Partido No Brasil: da Revolução de Trinta até a Aliança Nacional Libertadora (1984)
- O que é o sindicalismo (1979)

## Ligações Externas
- Página do Currículo na Plataforma Lattes.